# Film d'animazione con maggiori incassi nella storia del cinema
Questa è la classifica dei film d'animazione con maggiori incassi nella storia del cinema. In totale sono 14 i film che hanno incassato più di un miliardo di dollari e uno di questi ha incassato più di due miliardi.
Gli incassi sono espressi in dollari statunitensi, inoltre questa classifica non tiene conto del tasso d'inflazione e del sovrapprezzo delle uscite in 3D o IMAX.

## Classifica dei film con maggiori incassi
La classifica sottostante, non corretta secondo il tasso d'inflazione, è aggiornata al 19 agosto 2025.
| Pos. | Film                                                  | Anno | Incasso ($)   |
| ---- | ----------------------------------------------------- | ---- | ------------- |
| 1    | Ne Zha 2                                              | 2025 | 2212930000    |
| 2    | Inside Out 2                                          | 2024 | 1 698 863 816 |
| 3    | Il re leone                                           | 2019 | 1 662 020 819 |
| 4    | Frozen II - Il segreto di Arendelle                   | 2019 | 1 453 683 476 |
| 5    | Super Mario Bros. - Il film                           | 2023 | 1 360 847 665 |
| 6    | Frozen - Il regno di ghiaccio                         | 2013 | 1 286 319 131 |
| 7    | Gli Incredibili 2                                     | 2018 | 1 243 225 667 |
| 8    | Minions                                               | 2015 | 1 159 457 503 |
| 9    | Toy Story 4                                           | 2019 | 1 073 841 394 |
| 10   | Toy Story 3 - La grande fuga                          | 2010 | 1 067 316 101 |
| 11   | Oceania 2                                             | 2024 | 1 059 242 164 |
| 12   | Cattivissimo me 3                                     | 2017 | 1 034 800 131 |
| 13   | Alla ricerca di Dory                                  | 2016 | 1 029 266 989 |
| 14   | Zootropolis                                           | 2016 | 1 025 521 689 |
| 15   | Il re leone                                           | 1994 | 979 161 373   |
| 16   | Cattivissimo me 4                                     | 2024 | 972 021 410   |
| 17   | Cattivissimo me 2                                     | 2013 | 970 766 005   |
| 18   | Alla ricerca di Nemo                                  | 2003 | 941 637 960   |
| 19   | Minions 2 - Come Gru diventa cattivissimo             | 2022 | 940 482 695   |
| 20   | Shrek 2                                               | 2004 | 932 531 649   |
| 21   | L'era glaciale 3 - L'alba dei dinosauri               | 2009 | 886 686 817   |
| 22   | L'era glaciale 4 - Continenti alla deriva             | 2012 | 877 244 782   |
| 23   | Pets - Vita da animali                                | 2016 | 875 698 161   |
| 24   | Inside Out                                            | 2015 | 859 076 254   |
| 25   | Coco                                                  | 2017 | 814 641 172   |
| 26   | Shrek terzo                                           | 2007 | 808 308 862   |
| 27   | Shrek e vissero felici e contenti                     | 2010 | 752 600 867   |
| 28   | Madagascar 3 - Ricercati in Europa                    | 2012 | 746 921 274   |
| 29   | Monsters University                                   | 2013 | 743 559 645   |
| 30   | Up                                                    | 2009 | 735 103 954   |
| 31   | Nézhā zhī mótóng jiàngshì                             | 2019 | 726 225 471   |
| 32   | Mufasa - Il re leone                                  | 2024 | 722 631 756   |
| 33   | Spider-Man: Across the Spider-Verse                   | 2023 | 690 824 738   |
| 34   | L'era glaciale 2 - Il disgelo                         | 2006 | 667 094 506   |
| 35   | Kung Fu Panda 2                                       | 2011 | 665 692 281   |
| 36   | Big Hero 6                                            | 2014 | 657 870 525   |
| 37   | Oceania                                               | 2016 | 643 332 467   |
| 38   | Sing                                                  | 2016 | 634 338 409   |
| 39   | Kung Fu Panda                                         | 2008 | 632 384 787   |
| 40   | Gli Incredibili - Una "normale" famiglia di supereroi | 2004 | 631 688 498   |
| 41   | Ratatouille                                           | 2007 | 623 732 061   |
| 42   | Dragon Trainer 2                                      | 2014 | 621 537 519   |
| 43   | Madagascar 2                                          | 2008 | 603 900 354   |
| 44   | Rapunzel - L'intreccio della torre                    | 2010 | 591 806 017   |
| 45   | I Croods                                              | 2013 | 587 266 745   |
| 46   | Monsters & Co.                                        | 2001 | 579 771 043   |
| 47   | Cars 2                                                | 2011 | 559 853 036   |
| 48   | Il gatto con gli stivali                              | 2011 | 554 987 477   |
| 49   | Kung Fu Panda 4                                       | 2024 | 547 946 428   |
| 50   | Cattivissimo me                                       | 2010 | 544 174 973   |